# Tor des Géants

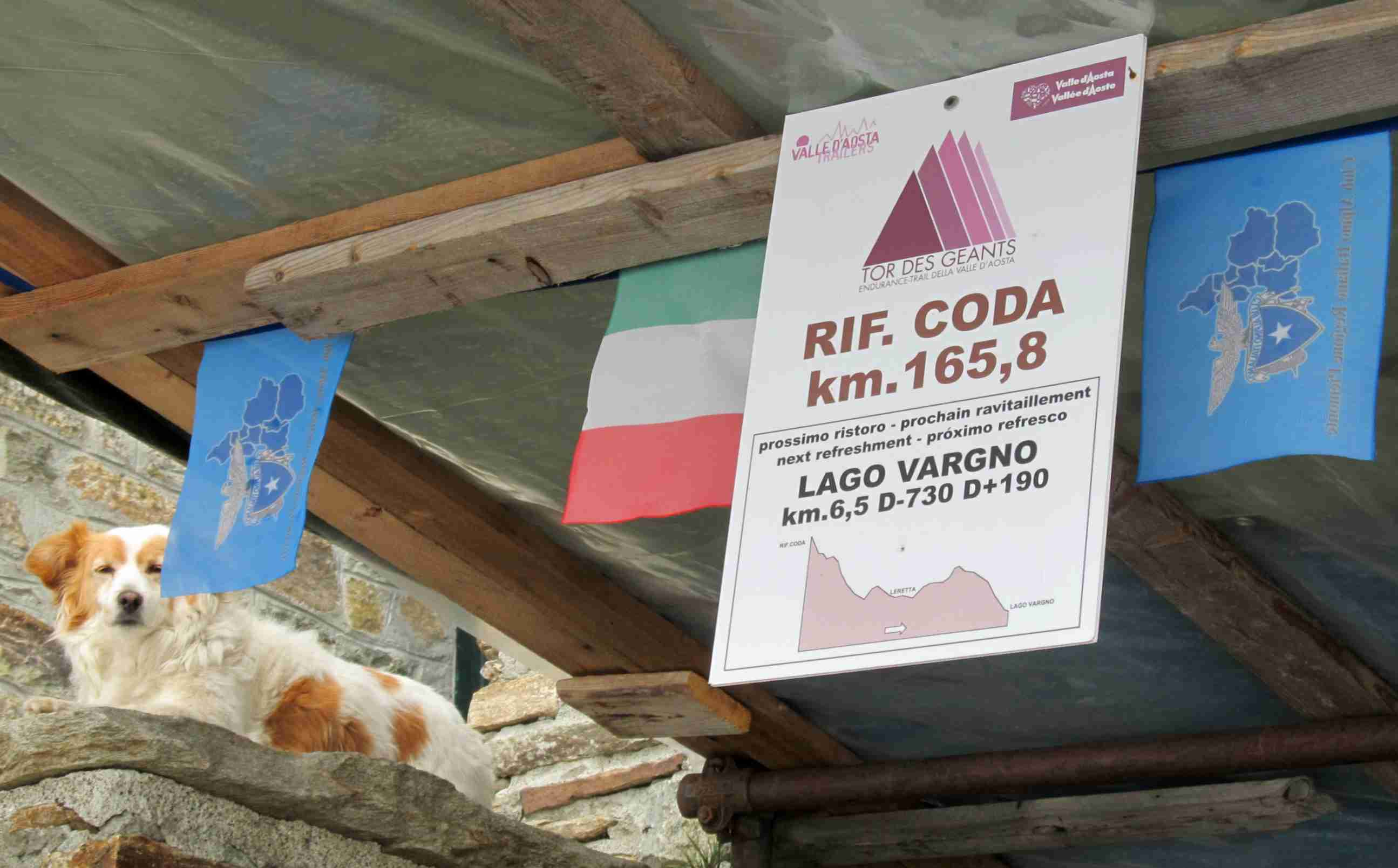
Informationstafel der Tor des Géants beim Rifugio Agostino e Delfo Coda

Die Tor des Géants ist ein Ultratrail, der seit 2010 jährlich im Herbst im Aostatal stattfindet.
Der Name ist frankoprovenzalisch und bedeutet «Tour der Riesen».
Der Start des Rennens befindet sich in Courmayeur im obersten Abschnitt des Tales. Das Rennen besteht aus einer einzigen Etappe, die in maximal 150 Stunden zu absolvieren ist. Die Strecke geht über 330 Kilometer mit 24.000 Metern Höhendifferenz. Sie folgt den beiden Hochrouten beidseits des Aostatals: zuerst talauswärts der Haute Route n° 2, die auf der rechten Seite der Dora Baltea verläuft, bis zum Umkehrpunkt im Tal und danach retour auf der linken Bergflanke über der Dora Baltea der Haute Route n° 1 bis nach Courmayeur. Der Weg überquert 25 Bergpässe und erreicht den höchsten Punkt auf etwa 3300 Metern über Meer.
An der Strecke sind mehrere Verpflegungs- und Hilfsposten eingerichtet.
2024 siegten François D'Haene und Katharina Hartmuth, wobei sie als erste Frau weniger als 80 Stunden für die Strecke benötigte.

## Strecken
TOR450 - Tor des Glaciers: Seit 2019. 450 km mit 38.000 Höhenmetern. Steht nur maximal 100 Teilnehmern offen, die den TOR330 in unter 130 Stunden absolviert haben müssen.
TOR330 - Tor des Géants: Seit 2010. 330 Kilometer mit 24.000 Höhenmetern, in maximal 150 Stunden zu absolvieren. 
TOR130 - Tot dret: Seit 2017. Führt über 130 km mit 12.000 Höhenmetern von Gressoney-Saint-Jean nur in einer Richtung bis nach Courmayeur, daher der Name Tot dret (auf Deutsch: «Geradeaus»).
TOR100 - Cervino Monte Bianco: Seit 2024. 100 km mit 8.000 Höhenmetern.
TOR30 - Passage au Malatrà: Seit 2019. 30 km mit 1.521 Höhenmetern.